# Catherine de La Rochefoucauld
Pour les articles homonymes, voir La Rochefoucauld.
Catherine de La Rochefoucauld, de son nom complet Catherine de La Rochefoucauld de Cousage, est une religieuse française, née en 1667 et morte à Paris en 1760.

## Biographie
Elle fait partie de la famille de noblesse française de la Maison de La Rochefoucauld.
Ancienne abbesse de Saint-Jean-de-Buxo, elle est nommée par le roi Louis XV, le 5 mars 1735 ou le 8 juillet 1731 selon les sources, abbesse de Montmartre.

## Postérité
Une voie parisienne, la rue Catherine de La Rochefoucauld, porte son nom dans le 9e arrondissement.